# Alles nur nach Gottes Willen, BWV 72

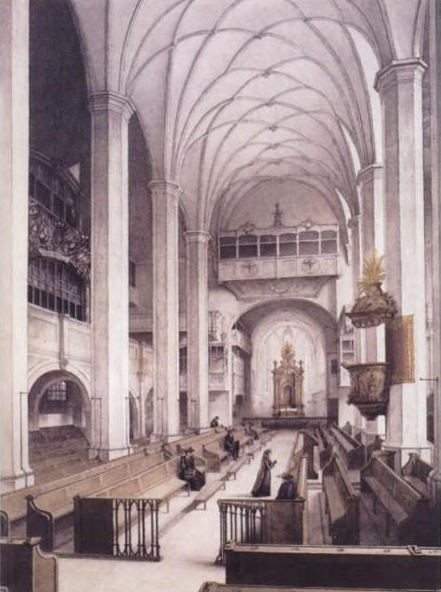
Thomaskirche, Leipzig.

Alles nur nach Gottes Willen, BWV 72 (Todo sea según la voluntad de Dios) es una cantata de iglesia escrita por Johann Sebastian Bach en Leipzig para el tercer domingo después de la Epifanía y estrenada el 27 de enero de 1726. Bach utilizó el coro de apertura de esta cantata en el Gloria de su Misa en sol menor, BWV 235.

## Historia
Bach compuso esta obra durante su estancia como Thomaskantor en Leipzig para el tercer domingo después de la Epifanía. Forma parte de su tercer ciclo anual de cantatas corales. La cantata fue interpretada por primera vez el 27 de enero de 1726. Posteriormente utilizó el coro de apertura de esta cantata en el Gloria de su Misa en sol menor, BWV 235.

## Análisis

### Texto
Las lecturas establecidas para ese día eran de la epístola a los romanos, reglas de vida (Romanos 12:17-21), y del evangelio según San Mateo, la curación de un leproso (Mateo 8:1-13). 
El texto de la cantata fue escrito por Salomo Franck, que era el libretista de Bach cuando ambos trabajaron para la corte ducal de Weimar. Franck lo publicó en Evangelisches Andachts-Opffer en 1715, aunque Bach le puso música mucho más tarde. Ihr, die ihr euch von Christo nennet, BWV 164, es un ejemplo comparable de utilizar un texto de Franck. El coral final "Was mein Gott will, das g'scheh allzeit" fue escrito por Alberto, duque de Prusia en 1547. El tema del coral (Zahn 7568) de Claudin de Sermisy que apareció por primera vez impreso en la colección de canciones profanas Trente et quatre chansons en 1528. Bach había empleado el coral antes como base para su cantata coral Was mein Gott will, das g'scheh allzeit, BWV 111, compuesta para la misma ocasión en 1725.

### Instrumentación
La obra está escrita para tres voces solistas (soprano, alto y bajo), un coro a cuatro voces; dos oboes, dos violines, viola y bajo continuo.

### Estructura
Consta de seis movimientos.
1. Coro: Alles nur nach Gottes Willen
2. Recitativo y arioso (alto): O selger Christ, der allzeit seinen Willen
3. Aria (alto): Mit allem, was ich hab und bin
4. Recitativo (bajo): So glaube nun
5. Aria (soprano): Mein Jesus will es tun, er will dein Kreuz versüßen
6. Coral: Was mein Gott will, das g'scheh allzeit

Aunque Franck había marcado el primer movimiento como un aria, Bach lo compuso como un coro que se abría con un ritornello dominado por escalas de dos compases de los violines, finalmente también en el continuo. 
Las voces toman las escalas en la palabra "alles" (todos), empezando por la soprano primero y se imitan entre sí un compás tras otro, dando como resultado una compleja imagen de "todos". Una sección central algo más calmada con las palabras "Gottes Wille soll mich stillen" (La voluntad de Dios me debe calmar) en imitación canónica va acompañada por la orquesta. Las siguientes palabras "bei Gewölk und Sonnenschein" (Entre nubes o sol) están ilustrada mediante escalas como en el comienzo, pero empezando en un registro grave por parte del bajo. La primera y última secciones finalizan con el coro insertado en el ritornello. En su arreglo del Gloria de la misa, Bach descarta el primer ritornello, adapta las palabras "Gloria in excelsis Deo" para la primera sección, "Et in terra pax" para la sección central y "Laudamus te" para la última sección.
El primer recitativo empieza como un recitativo secco, pero se desarrolla hacia un arioso en las palabras "Herr, so du willt" (Señor, como desees), que son repetidas nueve veces con una diferente línea de continuo, culminando en "so sterb ich nicht" (No moriré) la siguiente línea es de nuevo secco.
La siguiente aria comienza inmediatamente con la voz, para asegurar la conexión entre recitativo y aria, después sigue un inusual ritornello, una fuga con los dos violines y el continuo.
En la segunda aria, más como una canción y danza, los instrumentos tocan un ritornello y lo repiten tras un breve pasaje cantado "Mein Jesus will es tun, er will dein Kreuz versüßen" (Mi Jesús lo hará, él endulzará tu cruz). En la siguiente sección principal la voz es insertada en el ritornello. Las palabras de la sección central "Obgleich dein Herze liegt in viel Bekümmernissen" (Aunque tu corazón se encuentre en muchos problemas) son cantadas en modo menor. Después del siguiente ritornello la solista repite una vez más como una declaración final, "mein Jesus will es tun!" (¡Mi Jesús lo hará!).
El coral de cierre es un arreglo a cuatro voces.

## Discografía selecta
De esta pieza se han realizado una serie de grabaciones entre las que destacan las siguientes.
- 1956 – Bach Made in Germany Vol. 1: Cantatas III. Günther Ramin, Thomanerchor, Gewandhausorchester, solistas del Thomanerchor, Hans Hauptmann (Leipzig Classics)
- 1972 – Die Bach Kantate Vol. 24. Helmuth Rilling, Figuralchor der Gedächtniskirche Stuttgart, Bach-Collegium Stuttgart, Arleen Augér, Hildegard Laurich, Wolfgang Schöne (Hänssler)
- 1973 – Les Grandes Cantates de J.S. Bach Vol. 29. Fritz Werner,  Heinrich-Schütz-Chor Heilbronn, Württembergisches Kammerorchester Heilbronn, Ingeborg Reichelt, Barbara Scherler, Bruce Abel (Erato)
- 1977 – J.S. Bach: Das Kantatenwerk Vol. 4. Nikolaus Harnoncourt, Tölzer Knabenchor, Concentus Musicus Wien, niño soprano Wilhelm Wiedl, Paul Esswood, Ruud van der Meer (Teldec)
- 1999 – Bach Edition Vol. 4: Cantatas Vol. 1. Pieter Jan Leusink, Holland Boys Choir, Netherlands Bach Collegium, Ruth Holton, Sytse Buwalda, Bas Ramselaar (Brilliant Classics)
- 2000 – J.S. Bach: Cantatas for the 3rd Sunday of Epiphany. John Eliot Gardiner, Monteverdi Choir, English Baroque Soloists, Joanne Lunn, Sara Mingardo, Stephen Varcoe (Archiv Produktion)
- 2002 – J.S. Bach: Complete Cantatas Vol. 19. Ton Koopman, Amsterdam Baroque Orchestra & Choir, Sandrine Piau, Bogna Bartosz, Klaus Mertens (Antoine Marchand)